# Dobrý zemědělský a environmentální stav půdy

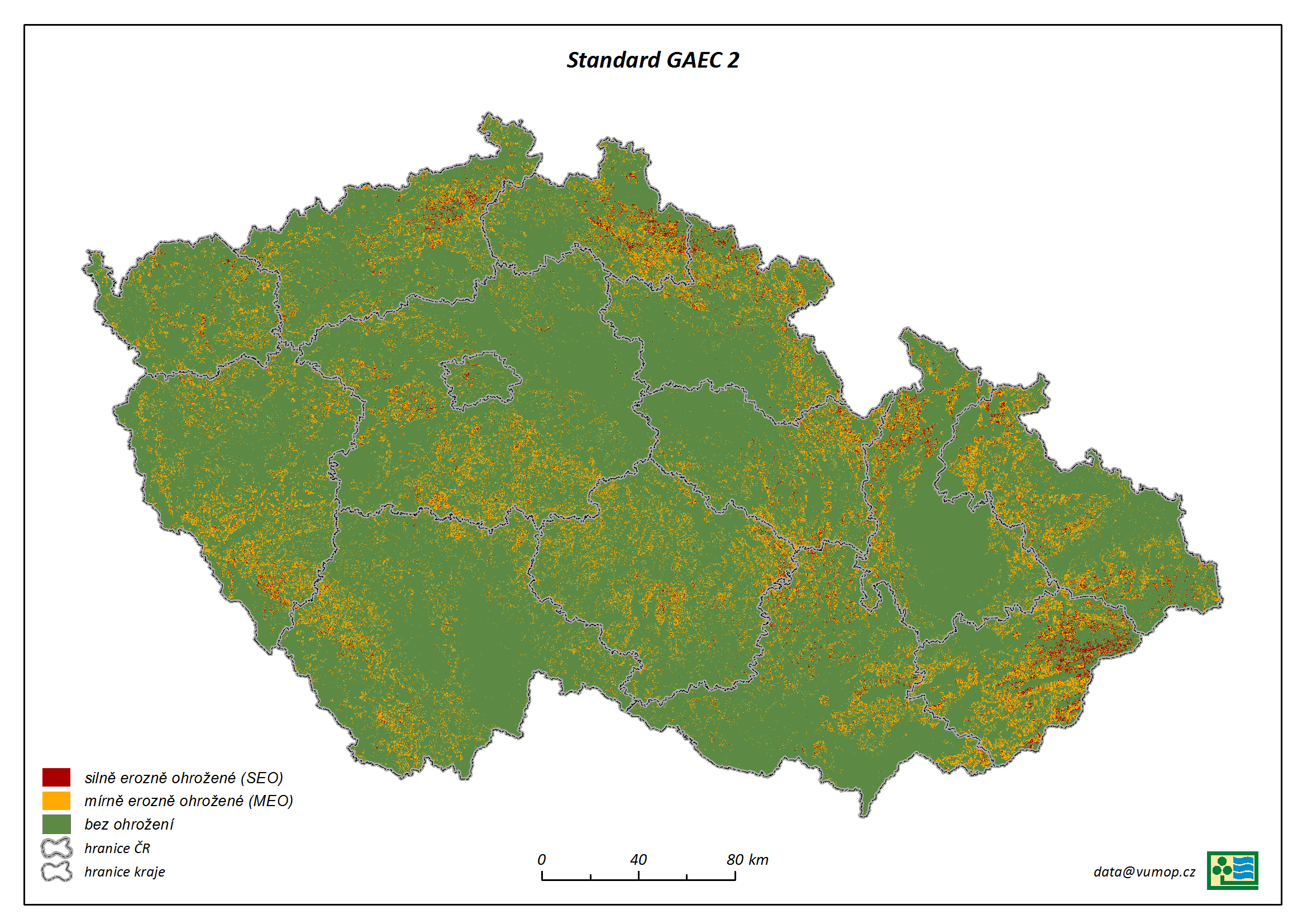
Mapa standardu DZES 5 (dříve GAEC 2) pro ČR za rok 2014

Dobrý zemědělský a environmentální stav půdy (DZES) je definován nařízením české vlády jako standard, který zajišťuje zemědělské hospodaření ve shodě s ochranou životního prostředí. Hospodaření v souladu se standardy DZES je jednou z podmínek poskytnutí plné výše přímých podpor, některých podpor Programu rozvoje venkova a některých podpor společné organizace trhu s vínem. Do 31. 12. 2014 byla pro tento termín používaná zkratka GAEC (Good Agricultural and Environmental Conditions). Došlo také k přečíslování standardů, které obsahuje.

## Seznam standardů
Podmínky pro zachování dobrého zemědělského a environmentálního stavu půdy jsou řešeny v rámci standardů, které se týkají:
1. ochranných pásů podél vodních toků
2. zavlažovacích soustav
3. ochrany podzemních vod před znečištěním
4. minimálního pokryvu půdy
5. minimální úrovně obhospodařování půdy k omezování eroze
6. zachování úrovně organických složek půdy, včetně zákazu vypalování strnišť
7. zachování krajinných prvků a opatření proti invazním druhům rostlin.[2]

## Implementace DZES
Nastavená kritéria pro splnění podmínek DZES 5 jsou v současnosti vzhledem k celkové ploše ohrožené zemědělské půdy nastaveny mírně, a tím protierozní ochranu půdy řeší nedostatečně. Je také třeba zdůraznit, že standardy DZES jsou ekonomickým nástrojem k podpoře agrárního sektoru a nenahrazují povinnost zemědělských podnikatelů hospodařit tak, aby nedocházelo k poškozování půdy erozí. Zároveň se netýkají všech zemědělských podnikatelů, ale pouze těch, kteří čerpají dotační prostředky. Plnění podmínek DZES tak znamená, že zemědělský podnikatel získá finanční podporu, ale nezajistí, že v případě erozních škod, nebude postihován.
Plnění standardů DZES se tak týká všech žadatelů o přímé platby a uvedené podpory. Kontrolu dodržování standardů vykonává Státní zemědělský intervenční fond (SZIF), který buďto nepřímo, s využitím metod dálkového průzkumu Země (DPZ), nebo přímo v terénu ověřuje aktuální stav na veškeré zemědělské půdě obhospodařované žadatelem, který byl ke kontrole vybrán.
Problematika boje proti vodní erozi půdy je částečně řešena standardem DZES 4 (opatření na ochranu půdy na svažitých pozemcích nad 5°) a standardem DZES 5 (zásady pěstování určitých plodin na silně a mírně erozně ohrožených půdách).
Opatření podle DZES 4 a DZES 5 se týkají obhospodařovaných pozemků, které buďto splňují zadané kritérium (DZES 4), nebo jsou označeny jako silně nebo mírně erozně ohrožené (DZES 5).

## DZES 4
Standard řeší problematiku protierozní ochrany půdy na svažitých pozemcích, jejichž průměrná sklonitost přesahuje 5°.
Žadatel na půdním bloku, popřípadě jeho dílu s druhem zemědělské kultury orná půda, jehož průměrná sklonitost přesahuje 5°, zajistí po sklizni plodiny založení porostu ozimé plodiny, nebo uplatní alespoň jedno z níže uvedených opatření:
1. strniště sklizené plodiny je ponecháno na půdním bloku do založení porostu následné jarní plodiny,
2. podmítnutí strniště a jeho ponechání bez orby až do založení porostu následné jarní plodiny,
3. díl půdního bloku je nejpozději 20. září oset meziplodinou a tento porost plodiny je zachován nejméně do 31. října.

Tato opatření se neuplatní v případě, kdy je provedeno zapravení statkových hnojiv (s výjimkou hnojiv z chovu drůbeže) nebo organických hnojiv v dávce 10–50 tun na hektar.Uvedená opatření jsou minimální opatření vedoucí k omezení smyvu půdy, zpomalení povrchového odtoku a zvýšení retence vody v krajině. Opatření jsou rovněž důležitá pro snižování rizika povodní a jimi způsobených škod.

## DZES 5
Standard vstoupil v platnost 1. ledna 2010 a jeho cílem je především ochrana půdy před vodní erozí a snaha omezit negativní působení důsledků eroze, jako jsou např. škody na obecním a soukromém majetku způsobené zaplavením nebo zanesením splavenou půdou. Tento standard řeší problematiku protierozní ochrany půdy stanovením požadavků na způsob pěstování vybraných hlavních plodin na silně erozně ohrožených půdách. Od 1. 7. 2011 se standard rozšířil i na mírně erozně ohrožené půdy.
Žadatel na ploše půdního bloku, popřípadě jeho dílu, označené v evidenci půdy od 1. července příslušného kalendářního roku do 30. června následujícího kalendářního roku jako půda:
1. silně erozně ohrožená zajistí, že se nebudou pěstovat erozně nebezpečné plodiny kukuřice, brambory, řepa, bob setý, sója, slunečnice a čirok; porosty ostatních obilnin a řepky olejné na takto označené ploše budou zakládány s využitím půdoochranných technologií; v případě ostatních obilnin nemusí být dodržena podmínka půdoochranných technologií při zakládání porostů pouze v případě, že budou pěstovány s podsevem jetelovin nebo jetelotravních směsí,
2. mírně erozně ohrožená zajistí, že erozně nebezpečné plodiny kukuřice, brambory, řepa, bob setý, sója, slunečnice a čirok budou zakládány pouze s využitím půdoochranných technologií.

Tyto podmínky nemusí být dodrženy na ploše, jejíž celková výměra nepřesáhne výměru 0,40 ha zemědělské půdy z celkové obhospodařované plochy žadatelem za předpokladu, že směr řádků erozně nebezpečné plodiny je orientován ve směru vrstevnic s maximální odchylkou od vrstevnice do 30° a pod plochou erozně nebezpečné plodiny se nachází pás zemědělské půdy o minimální šíři 24 m, který na erozně nebezpečnou plodinu navazuje a přerušuje všechny odtokové linie procházející erozně nebezpečnou plodinou na erozně ohrožené ploše, a na kterém bude žadatelem pěstován travní porost, víceletá pícnina nebo jiná než erozně nebezpečná plodina.